# Polfer Podzespoły Indukcyjne
Polfer Podzespoły Indukcyjne S.A. (dawniej Zakład Podzespołów Indukcyjnych stanowiący oddział zamiejscowy Zakładu Materiałów Magnetycznych „Polfer”) – polskie przedsiębiorstwo produkcyjne z siedzibą w Woźnikach.

## Historia

### Lata 1965–1999
Zakład Podzespołów Indukcyjnych "Polfer" w Woźnikach (woj. podlaskie) został powołany decyzją Ministra Przemysłu Maszynowego z dnia 8 września 1965 r. jako zamiejscowa filia warszawskiego Zakładu Materiałów Magnetycznych "Polfer". Bazując na rdzeniach ferrytowych wytwarzanych przez ZMM "Polfer", zakład zamiejscowy podjął produkcję elementów indukcyjnych,  głównie filtrów pośredniej częstotliwości, a także dławików i transformatorów. 
Zakład Materiałów Magnetycznych „Polfer”, którego filią był ZPI "Polfer" w Woźnikach, został sprywatyzowany przez ówczesne Ministerstwo Przekształceń Własnościowych, część puli akcji trafiła do pracowników. Nowa dwójka właścicieli wykorzystała zapisy w umowie prywatyzacyjnej i Zakład w Warszawie został zlikwidowany wkrótce po tym jak minął okres ochronny zapisany w umowie.
Zakład w Woźnikach nie zmienił profilu swej działalności i funkcjonuje obecnie pod nazwą Polfer Podzespoły Indukcyjne S.A. (nr KRS 0000306844). 80% jego produkcji wysyłane jest na eksport.

### Po 1996
Zakład „Polfer” w Skierniewicach (wcześniej utworzono Sp. z o.o. pod nazwą Ferpol) w 1996 roku został sprzedany firmie Philips Components i skoncentrował się na produkcji Rdzeni Zespołu Odchylania. Był to jedyny zakład w Polsce należący do tej Grupy Philipsa. Część zakładu w Skierniewicach zajmująca się produkcją magnesów twardych (głównie głośnikowych) została następnie sprzedana przez Philipsa firmie Carbone Lorraine, która to firma krótko po tym zamknęła zakład w Skierniewicach i skoncentrowała produkcję w swoich zakładach we Francji.
Na bazie zakładu w Skierniewicach Philips wybudował nowy zakład produkujący ferryty miękkie. Obecnie zakład ten jest częścią koncernu Yageo pod nazwą Ferroxcube. W związku z zakończeniem produkcji tradycyjnych telewizorów CRT, produkcja Rdzeni Zespołów Odchylania (RZO) została zakończona i zakład w Skierniewicach obecnie znajduje się w likwidacji. Zlikwidowany zakład należał do firmy LG. Philips Displays, gdyż wcześniej w wyniku przekształceń w Grupie Components utworzono Joint Venture z firmą LG. Na początku XXI wieku zakład produkował RZO dla ponad 70% produkowanych w Europie telewizorów, a moce produkcyjne przekraczały 30 mln sztuk rocznie. Zainstalowana moc przerobowa sięgała kilka tysięcy ton ferrytu rocznie.
Zakład Polfer produkuje od początku swego istnienia magnesy do głośników, oraz do zespołów ogniskowania w telewizorach, rdzenie do cewek oraz elementy głowic magnetofonowych. W latach 70. i latach 80. zakład należał do Zjednoczenia Przemysłu Elektronicznego Unitra, wtedy też prowadzono prace badawcze np. w dziedzinie produkcji rdzeni pamięciowych do elektronowych maszyn matematycznych.
Obecnie Zakład funkcjonuje pod nazwą Polfer Podzespoły Indukcyjne S.A. (nr KRS 0000306844) i nie zmienił profilu swej działalności, choć 80% jego produkcji wysyłane jest na eksport.